# NCSM Oriole (KC 480)
Le NCSM Oriole (KC 480) est un ketch à gréement bermudien appartenant à la Marine royale canadienne. Son port d'attache est la base des Forces canadiennes Esquimalt à Victoria en Colombie britannique. Il sert comme navire-école. Il est le plus ancien navire de la Marine royale du Canada encore en service.

## Histoire
Il a été construit en 1921, sous le nom d'Oriole IV pour le Royal Canadian Yacht Club de Toronto.
Au cours de la Seconde Guerre mondiale, il a été affrété par la Marine royale canadienne en tant que navire de formation. Après la guerre, le navire est retourné dans le civil. Il a de nouveau été affrété par la Marine royale canadienne pour la formation des cadets en 1950 à Halifax en Nouvelle-Écosse. Il a été officiellement commissionné comme NCSM Oriole le 19 juin 1952, et deux ans plus tard, il a rejoint la base navale à Esquimalt pour devenir un navire-école au sein du Centre de formation des officiers de marine. En 1956, il a été acheté pour remplacer la goélette NCSM Venture à Esquimalt.
Il offre une formation de voile pour les jeunes officiers et sous-officiers dans le cadre de leur initiation à la vie en mer. Il sert également pour les exercices de travail d'équipe et la formation à l'ensemble des Forces armées canadiennes. Il participe à de nombreux événements, des courses et des évènements de relations publiques avec l'appui des organismes de bienfaisance locaux.